# Голоулин, Василий Николаевич
Василий Николаевич Голоулин (1912—1976) — старший сержант Рабоче-крестьянской Красной Армии, участник Великой Отечественной войны, Герой Советского Союза (1944).

## Биография
Василий Голоулин родился 1 января 1912 года в деревне Захарово (ныне — Селижаровский район Тверской области) в крестьянской семье. Окончил начальную школу, с 1929 года работал в Москве столяром, с 1936 года работал столяром на Калининском вагоностроительном заводе. В июле 1941 года Голоулин был призван на службу в Рабоче-крестьянскую Красную Армию и направлен на фронт Великой Отечественной войны. В боях три раза был ранен. Был рядовым стрелком, пулемётчиком, затем был послан на артиллерийские курсы, после окончания которых получил звание сержанта. К декабрю 1943 года старший сержант Василий Голоулин командовал 45-миллиметровым орудием 71-го отдельного истребительно-противотанкового дивизиона 60-й стрелковой дивизии 65-й армии Белорусского фронта. Отличился во время освобождения Гомельской области Белорусской ССР.
20 декабря 1943 года противника предпринял контрудар против ослабленного правого фланга 65-й армии. Орудие Голоулина находилось на позиции у деревни Подберезье. Расчёт в течение суток непрерывно вёл бой. В боях Голоулин с расчётом подбил несколько вражеских танков, уничтожил большое количество солдат и офицеров противника. Когда командир взвода приказал раненому Голоулину уйти в медпункт, он остался. Когда была отбита четвёртая по счёту контратака, Голоулин по приказу командира батареи был отправлен в медсанбат.
Указом Президиума Верховного Совета СССР от 29 марта 1944 года за «образцовое выполнение боевых заданий командования в боях за освобождение Белоруссии и проявленные при этом мужество и героизм» старший сержант Василий Голоулин был удостоен высокого звания Героя Советского Союза с вручением ордена Ленина и медали «Золотая Звезда» за номером 3896.
В конце 1945 года Голоулин был демобилизован. Проживал и работал в Калинине (ныне — Тверь). Умер 4 июля 1976 года.
Был также награждён орденом Красной Звезды и рядом медалей.